# Giorgio Trentin
Giorgio Trentin (Padova, 30 maggio 1924) è un regista e sceneggiatore italiano.

## Biografia
Giorgio Trentin inizia la sua carriera negli anni '50 come regista di documentari. Nei primi anni '60 lavora come assistente alla regia nei film L'assassino di Elio Petri e Cronache del 22 prima di esordire nel 1966 con la regia del lungometraggio Una questione privata primo adattamento cinematografico del romanzo omonimo di Beppe Fenoglio.
Nel 1971 ha diretto il film Nel raggio del mio braccio che fu presentato alla Mostra del cinema di Venezia.
Nel 1973 scrive e dirige il suo terzo film Amiche: andiamo alla festa.
Nel 1988 ha scritto il soggetto del lungometraggio La posta in gioco diretto da Sergio Nasca.
Nel 1998 termina la sua carriera con la realizzazione del film Il numero oscuro della criminalità.

## Filmografia

### Regia, sceneggiatore e montaggio
- Una questione privata (1966)
- Nel raggio del mio braccio (1971)
- Amiche: andiamo alla festa (1973)
- Rapporto della polizia su alcuni giovani sovversivi (1979) documentario[9]
- Il numero oscuro della criminalità (1998)

### Soggetto
- La posta in gioco, regia di Sergio Nasca (1988)